# Treasure Island (álbum)
Treasure Island es un álbum de estudio del músico estadounidense Keith Jarrett. Fue publicado en junio de 1974 a través del sello discográfico Impulse! Records.

## Grabación y contenido
Las sesiones de grabación de Treasure Island tuvieron lugar el 27 y 28 de febrero de 1974 en los estudios Generation Sound, en Nueva York. Ed Michel produjo el álbum y Tony May se desempeñó como ingeniero de audio. Una vez completas las sesiones de grabación, Rick Heenan mezcló el álbum en The Village Recorder, en Los Ángeles, California. Treasure Island contenía ocho canciones. Siete de las canciones fueron compuestas por el propio Jarrett. «Yaqui Indian Folk Song» es una pieza tradicional. Treasure Island cuenta con el más tarde llamado “American Quartet” de Jarrett (Dewey Redman, Charlie Haden, Paul Motian).

## Lista de canciones
Todas las canciones escritas y compuestas por Keith Jarrett, excepto «Yaqui Indian Folk Song» (tradicional).
Lado uno
1. «The Rich (and the Poor)» – 9:20
2. «Blue Streak» – 2:33
3. «Fullsuvollivus (Fools of All of Us)» – 6:27
4. «Treasure Island» – 4:17

Lado dos
1. «Introduction / Yaqui Indian Folk Song» – 2:15
2. «Le Mistral» – 4:20
3. «Angles (Without Edges)» – 5:14
4. «Sister Fortune» – 4:26

## Créditos y personal
Créditos adaptados desde las notas de álbum de Treasure Island.
The American Quartet
- Keith Jarrett – piano, batería,[a] saxofón soprano en «Angles (Without Edges)»
- Dewey Redman – saxofón tenor, pandereta
- Charlie Haden – bajo eléctrico
- Paul Motian – batería, percusión

Músicos adicionales
- Sam Brown – guitarra en «Treasure Island» y «Sister Fortune»
- Guilherme Franco – percusión
- Danny Johnson – percusión

Personal técnico
- Ed Michel – productor
- Tony May – ingeniero de audio
- Rick Heenan – mezclas